# Beverly Bowes
Beverly Bowes (9 september 1965) is een tennisspeelster uit de Verenigde Staten van Amerika.
In 1983 speelde Bowes haar eerste grandslamtoernooi op Wimbledon. 
Na haar tenniscarrière studeerde Bowes af aan de Universiteit van Texas in Austin. Ook trouwde ze hierna en ze kreeg twee kinderen.
Als senior won Bowes nog drie ITF-toernooien in het dubbelspel.

## Resultaten grandslamtoernooien
| Legenda | Legenda                          |
| ------- | -------------------------------- |
| g.t.    | geen toernooi gehouden           |
| l.c.    | lagere categorie                 |
| –       | niet deelgenomen                 |
| G       | uitgeschakeld in de groepsfase   |
| 1R      | uitgeschakeld in de eerste ronde |
| 2R      | uitgeschakeld in de tweede ronde |
| 3R      | uitgeschakeld in de derde ronde  |
| 4R      | uitgeschakeld in de vierde ronde |
| KF      | uitgeschakeld in de kwartfinale  |
| HF      | uitgeschakeld in de halve finale |
| F       | de finale verloren               |
| W       | het toernooi gewonnen            |
| w-v     | winst/verlies-balans             |

### Enkelspel
| Toernooi        | 1983 | 1984 | 1985 | 1986 | 1987 | 1988 | 1989 | 1990 | 1991 | 1992 | 1993 | w-v  |
| --------------- | ---- | ---- | ---- | ---- | ---- | ---- | ---- | ---- | ---- | ---- | ---- | ---- |
| Australian Open | –    | –    | –    | –    | 3R   | 2R   | 2R   | 1R   | 1R   | –    | 1R   | 10-4 |
| Roland Garros   | –    | –    | –    | 1R   | 1R   | –    | 1R   | 1R   | 1R   | 2R   | –    | 7-1  |
| Wimbledon       | 1R   | –    | –    | 1R   | 1R   | –    | 1R   | –    | –    | 1R   | 1R   | 6-0  |
| US Open         | 1R   | 1R   | 2R   | 3R   | 1R   | 2R   | 2R   | 1R   | –    | –    | –    | 13-5 |

### Vrouwendubbelspel
| Toernooi        | 1983 | 1984 | 1985 | 1986 | 1987 | 1988 | 1989 | 1990 | 1991 | 1992 | 1993 | w-v |
| --------------- | ---- | ---- | ---- | ---- | ---- | ---- | ---- | ---- | ---- | ---- | ---- | --- |
| Australian Open | –    | –    | –    | –    | –    | 1R   | 1R   | 1R   | 1R   | –    | 2R   | 6-1 |
| Roland Garros   | –    | –    | –    | –    | –    | –    | 2R   | 2R   | –    | 1R   | –    | 5-2 |
| Wimbledon       | –    | –    | –    | –    | –    | –    | –    | –    | –    | 1R   | –    | 1-0 |
| US Open         | –    | –    | –    | –    | 1R   | 2R   | 1R   | –    | –    | –    | 1R   | 5-1 |

### Gemengd dubbelspel
| Toernooi        | 1983 | 1984 | 1985 | 1986 | 1987 | 1988 | 1989 | 1990 | 1991 | 1992 | 1993 | w-v |
| --------------- | ---- | ---- | ---- | ---- | ---- | ---- | ---- | ---- | ---- | ---- | ---- | --- |
| Australian Open | –    | –    | –    | –    | –    | –    | –    | –    | –    | –    | –    | 0-0 |
| Roland Garros   | –    | –    | –    | –    | –    | –    | –    | 1R   | –    | 1R   | –    | 0-2 |
| Wimbledon       | –    | –    | –    | –    | –    | –    | –    | –    | –    | –    | –    | 0-0 |
| US Open         | –    | –    | –    | –    | 1R   | –    | –    | –    | –    | –    | –    | 1-0 |